# Señal horaria MSF

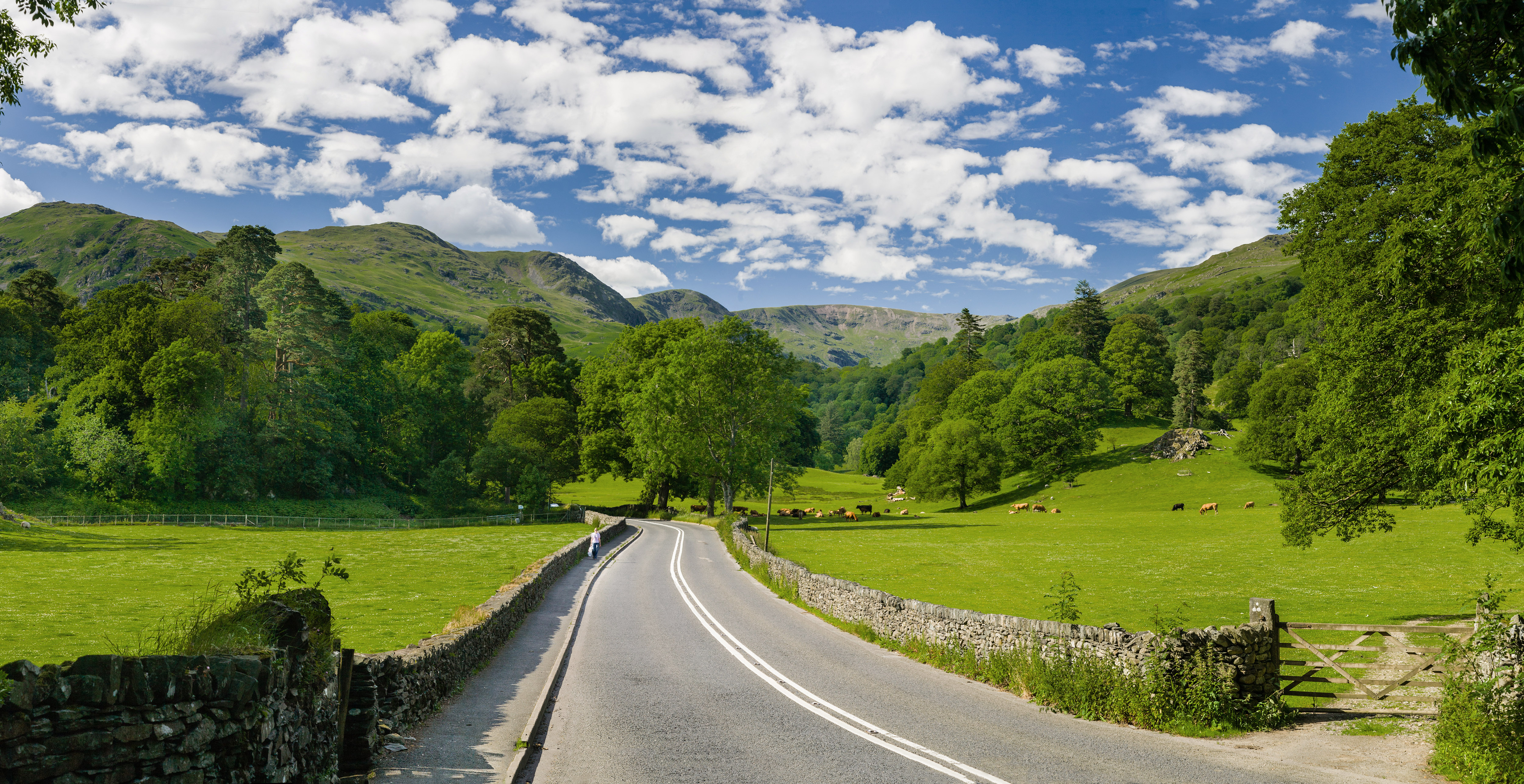
Región de Cumbria, Inglaterra

MSF es el nombre del emisor de hora oficial del Reino Unido. También se le llama NPL, abreviatura de National Physics Laboratory, la institución que mantiene la hora oficial del país. Se encuentra en Anthorn (Cumbria), cerca de la frontera entre Inglaterra y Escocia. Transmite en la frecuencia de 60 kHz de 17kW en baja frecuencia. Su recepción es perfecta a todas horas en un círculo de 1000 kilómetros alrededor de la emisora, especialmente en el Norte de Europa y la zona central del Europa Occidental, siendo mayor el alcance por la noche. Es el emisor de hora de referencia de la hora en el meridiano cero en Europa y tiene gran popularidad en Noruega e Irlanda, además del Reino Unido.
Los relojes preparados para sincronizar con emisoras que difunden la hora y que se venden a los consumidores en el Reino Unido vienen preprogramados para este emisor por defecto y no para el DCF77. Ello hace que a menudo no sean compatibles con los relojes que se venden en el continente.

## Otras emisoras de señal horaria del mundo
- WWV (estación de radio) - Estados Unidos
- RBU (estación de radio) - Rusia
- DCF77 - Alemania
- NAA (Arlington, Virginia) - Estados Unidos

- Datos: Q1881872